# 埃克勒市镇
埃克勒市镇（瑞典語：Ekerö kommun）是瑞典中东部斯德哥尔摩省的一个市镇。埃克勒是该市的治所。

## 脚注
1. ↑  .   [2009-01-19]. （原始内容存档于2008-12-05）.